# Schildia microthorax
Schildia microthorax är en tvåvingeart som beskrevs av Aldrich 1923. Schildia microthorax ingår i släktet Schildia och familjen rovflugor. Inga underarter finns listade i Catalogue of Life.